# Bathiorhamnus reticulatus
Bathiorhamnus reticulatus är en brakvedsväxtart som först beskrevs av René Paul Raymond Capuron, och fick sitt nu gällande namn av Callm., Phillipson och Buerki. Bathiorhamnus reticulatus ingår i släktet Bathiorhamnus och familjen brakvedsväxter. Inga underarter finns listade i Catalogue of Life.